# Картум, Сандер Эрик
Сандер Эрик Картум (норв. Sander Erik Kartum; род. 3 октября 1995, Схьёрдал, Нур-Трёнделаг) — норвежский футболист, полузащитник шотландского клуба «Харт оф Мидлотиан».

## Клубная карьера
Картум — воспитанник клубов «Ланке» и «Схьёрдалс-Блинк». В 2012 году он дебютировал за основной состав последних. В 2021 году Картум перешёл в «Кристиансунн». 9 мая в матче против «Мольде» он дебютировал в Элитсерии. 27 мая в поединке против «Сарпсборг 08» Сандер забил свой первый гол за «Кристиансунн».
Летом 2023 года Картум перешёл в «Бранн». 6 августа в матче против «Хам-Кама» он дебютировал за новую команду. В этом же поединке Сандер забил свой первый гол за «Бранн».